# Franz Vollmann
Franz Vollmann ( 1858 - 1917) fue un botánico y explorador alemán.

## Algunas publicaciones

### Libros
- 1978. Flora von Bayern: mit 21 Abbildungen im Texte. Editor O. Koeltz, 840 pp. ISBN 3874291502

- 1903. Der Formenkreis der Carex muricata und seine Verbreitung in Bayern

- 1898. Ein Beitrag zur Carexflora der Umgebung von Regensburg. Edición	reimpresa de Kgl. Botanische Gesellschaft. 146 pp.

- La abreviatura «Vollm.» se emplea para indicar a Franz Vollmann como autoridad en la descripción y clasificación científica de los vegetales.[1]

Se poseen 22 registros de sus identificaciones y nombramientos de nuevas especies.

## Honores

### Eponimia
Especies
- (Asteraceae) Taraxacum vollmannii Soest[2]

- (Chenopodiaceae) Chenopodium vollmannii Murr[3]

- (Orchidaceae) ×  Dactylodenia vollmannii (M.Schulze) Peitz[4]

- (Rosaceae) Rubus vollmannii Ade[5]

- (Salicaceae) Salix vollmannii Toepffer[6]

- (Scrophulariaceae) Euphrasia vollmanniana Braun-Blanq. & Thell.[7]

- (Scrophulariaceae) Rhinanthus vollmannii (Poeverl.) Bech.[8]